# Alexandru Ioan Lupaș
Alexandru Ioan Lupaș, né le 5 janvier 1942 à Arad, Roumanie et mort le 14 août 2007 à Sibiu, est un mathématicien roumain ayant fait d'importantes contributions dans le domaine de l'analyse numérique. Il a obtenu deux doctorats en mathématiques, un de l'université Babeș-Bolyai, à Cluj-Napoca, en Roumanie et un autre de l'université de Stuttgart en Allemagne. Il a été professeur à l'université Lucian Blaga de Sibiu.